# Erechthias cursoriatella
Erechthias cursoriatella är en fjärilsart som beskrevs av Legrand 1965. Erechthias cursoriatella ingår i släktet Erechthias och familjen äkta malar. Inga underarter finns listade i Catalogue of Life.